# Elezioni parlamentari in Germania Est del 1958
Le elezioni parlamentari in Germania Est del 1958 si tennero il 16 novembre per eleggere i 466 deputati della Camera del popolo. 400 furono eletti direttamente, 66 indirettamente dalle assemblee di Berlino Est. L'affluenza fu del 99,2% e il 99,9% dei votanti approvò le candidature del Fronte Nazionale.

## Risultati
| Partito                | Voti       | %    |
| ---------------------- | ---------- | ---- |
| Fronte Nazionale       | 11 689 110 | 99,9 |
| Voti contrari          | 14 857     | 0,1  |
| Schede bianche/nulle   | 14 857     | 0,1  |
| Totale                 | 11 533 859 | 100  |
| Elettorato/affluenza   | 11 621 158 | 99,2 |
| Fonte: Nohlen & Stöver |            |      |

### Ripartizione dei seggi
| Partito | Partito                                       | Seggi |
| ------- | --------------------------------------------- | ----- |
|         | Partito Socialista Unificato di Germania      | 117   |
|         | Federazione Tedesca dei Sindacati Liberi      | 53    |
|         | Unione Cristiano Democratica di Germania      | 52    |
|         | Partito Liberal-Democratico di Germania       | 52    |
|         | Partito Nazional-Democratico di Germania      | 52    |
|         | Partito Democratico dei Contadini di Germania | 52    |
|         | Alleanza Democratica delle Donne di Germania  | 29    |
|         | Libera Gioventù Tedesca                       | 29    |
|         | Associazione Culturale della RDT              | 18    |
|         | Associazione di Mutuo Soccorso degli Operai   | 12    |
| Totale  | Totale                                        | 466   |